# Herwig Pecoraro
Herwig Pecoraro (* 1957 in Bludenz, Vorarlberg) ist ein österreichischer Opernsänger in der Stimmlage Tenor. Seit 1991 ist er Ensemblemitglied der Wiener Staatsoper.

## Leben
Herwig Pecoraro erhielt am Vorarlberger Landeskonservatorium in Feldkirch eine Gesangsausbildung. Zur gleichen Zeit war er als Gendarmeriebeamter am Arlberg eingesetzt. Die in Schruns urlaubende Kammersängerin Elisabeth Schwarzkopf vermittelte ihn zu Arrigo Pola nach Modena, wo er ein Jahr lang weiteren Gesangsunterricht unterhielt. Um sich das Studium zu finanzieren, arbeitete er nebenbei bei verschiedenen Balsamico-Essigherstellern. Nach Beendigung seines Studiums wurde er an das Opernhaus Graz engagiert, wo er sieben Jahre lang Erster Tenor war.
1991 holte ihn Eberhard Waechter zunächst an die Volksoper Wien und später an die Wiener Staatsoper, wo er als Steuermann im Fliegenden Holländer debütierte und seitdem unter anderem als Jaquino in Fidelio, als Monostatos in der Zauberflöte, als Pedrillo in der Entführung aus dem Serail, in der Titelrolle des Traumfresserchens sowie als Brighella in Ariadne auf Naxos und als Bardolfo in Falstaff zu sehen war. An der Wiener Staatsoper ist Herwig Pecoraro auch als Betriebsrat, Präsident des Solistenverbandes und Aufsichtsratsmitglied tätig.
Gastspiele führten ihn unter anderem zu den Bregenzer Festspielen, den Salzburger Festspielen sowie an die Opernhäuser von Bern, St. Gallen, Hamburg, München, Paris, Nizza, Toulouse, Mailand, New York und San Francisco.
Mit seinem Sohn, dem Sänger, Pianisten, Komponisten und Bandleader Mario Pecoraro, stand er wiederholt unter dem Motto Pop meets Classic gemeinsam auf der Bühne und nahm 2015 das Album For Us – Per noi auf. Im April 2022 feierten die beiden gemeinsam mit den beiden Kindern von Mario Pecoraro mit dem Programm Music im Theater Akzent Premiere.
Pecoraro lebt mit seiner Frau in Klosterneuburg, wo er Aceto Balsamico produziert.

## Auszeichnungen
- 2004: Verleihung des Berufstitels Österreichischer Kammersänger[5]